# György Csete

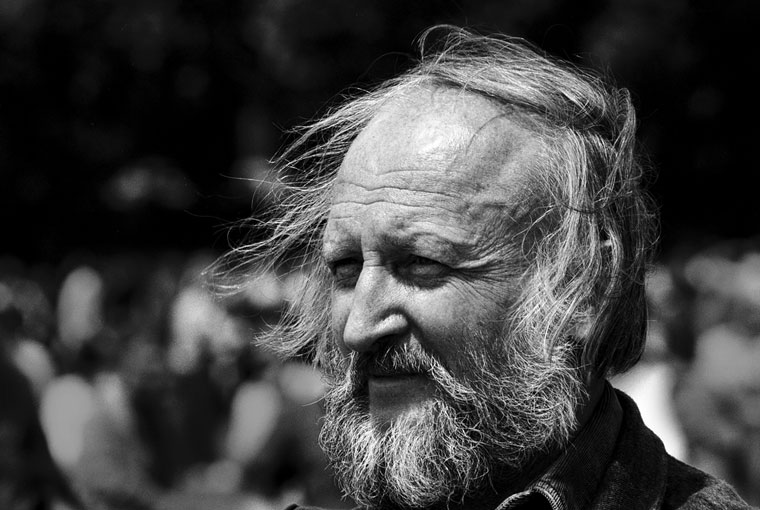
György Csete (1989)

György Csete [ˈɟørɟ ˈtʃɛtɛ] (* 5. November 1937 in Szentes; † 28. Juni 2016 in Budapest) war ein ungarischer Architekt.

## Leben

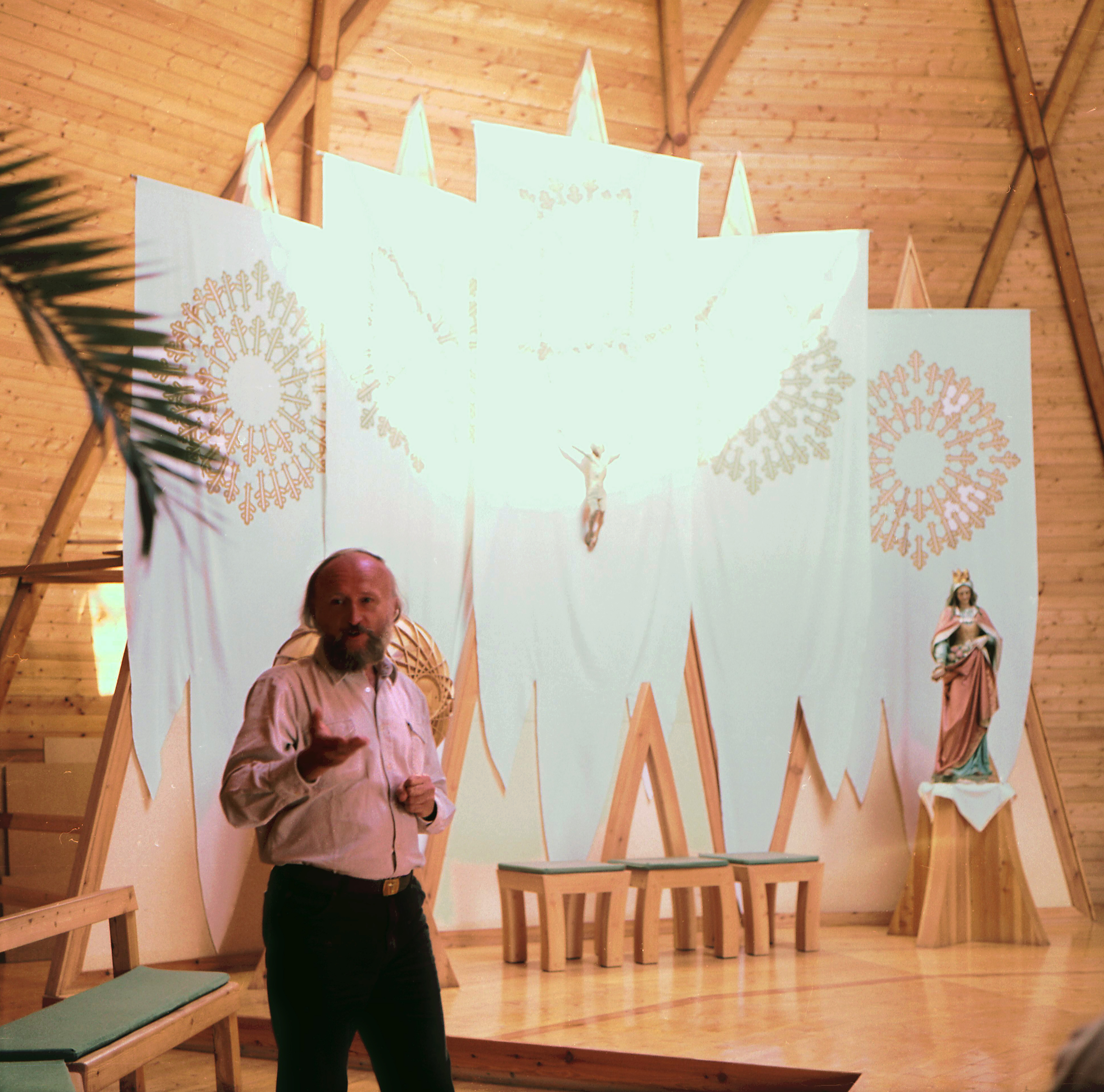
György Csete 1986, Kirche in Halásztelek (1981)

György Csete absolvierte die Technische Hochschule Budapest (Diplom 1961) und lehrte später an den Universitäten Pécs, Budapest und Innsbruck. Gemeinsam mit Imre Makovecz galt er als Hauptvertreter der besonders im Zusammenhang mit der Postmoderne der 1970er und 1980er Jahren international beachteten ungarischen organischen Architektur. Diese bezieht sich auf Vorbilder im ungarischen Jugendstil (z. B. Ödön Lechner) ebenso wie auf Antoni Gaudí und den Anthroposophen Rudolf Steiner sowie auf nationale Mythenbildungen der Magyaren.
Als Hauptwerke Csetes gelten unter anderem seine Elisabethkirche in Halásztelek (1976–82) und die 1992 als Erinnerung an die ungarische Landnahme in Ópusztaszer errichtete Waldkirche (mit angeschlossenem Museum).
Csete war Mitglied der Vereinigung der ungarischen Architekten und Gründungsmitglied der Ungarischen Akademie der Bildenden Künste. Für sein Werk wurde er mehrfach ausgezeichnet:
- Ungarischer Kunstpreis (1990; Magyar Művészetért Díj)
- Miklós Ybl-Preis (1992; Ybl Miklós-díj)
- Kossuth-Preis, der höchsten staatlichen Auszeichnung in Ungarn für die Bereiche Kunst und Kultur (1997)
- Ungarische Heritage Award (1999; Magyar Örökség Díj)
- Prima Primissima-Preis (2005; Prima Primissima díj)
- Goldmedaille der Ungarischen Akademie der Künste (2010; Magyar Művészeti Akadémia Aranyérm)
- Ungarischer Verdienstorden (2010; Kommandeur mit Stern)
- Nationaler Ungarischer Künstlerpreis (2014; A Nemzet Művésze díj)

## Bildergalerie

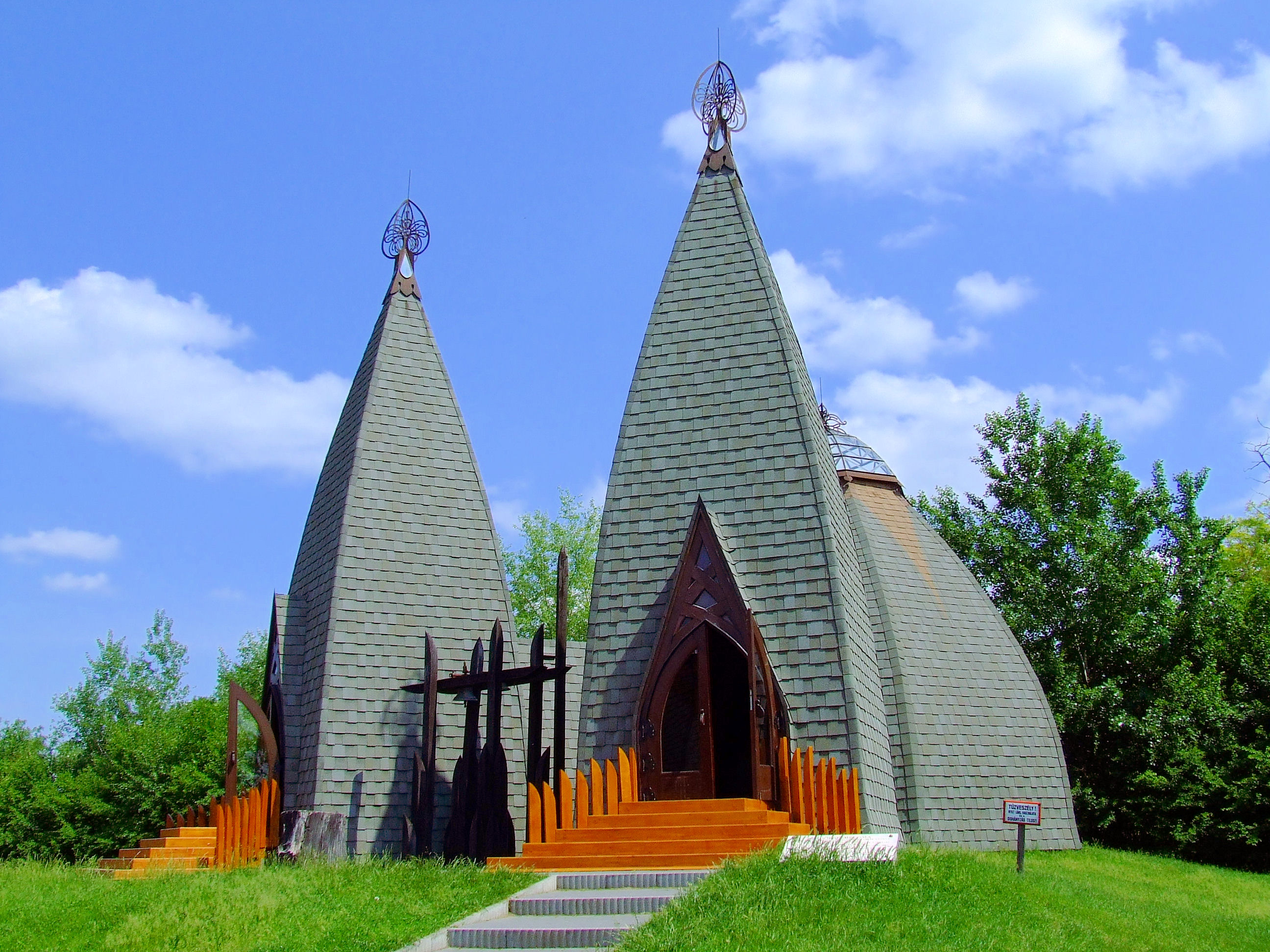
Kirche im Wald (1992)
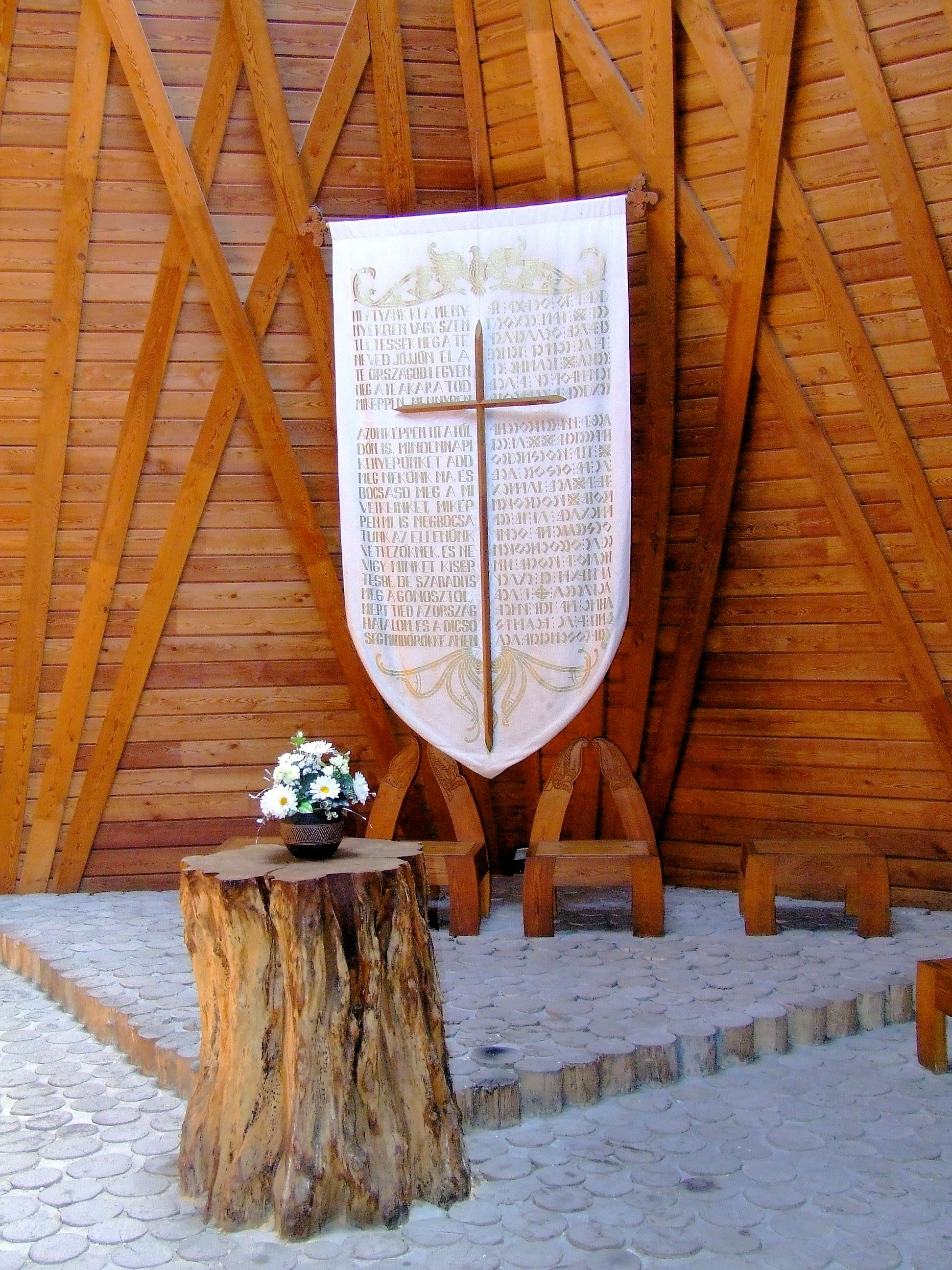
Kirche im Wald (1992)
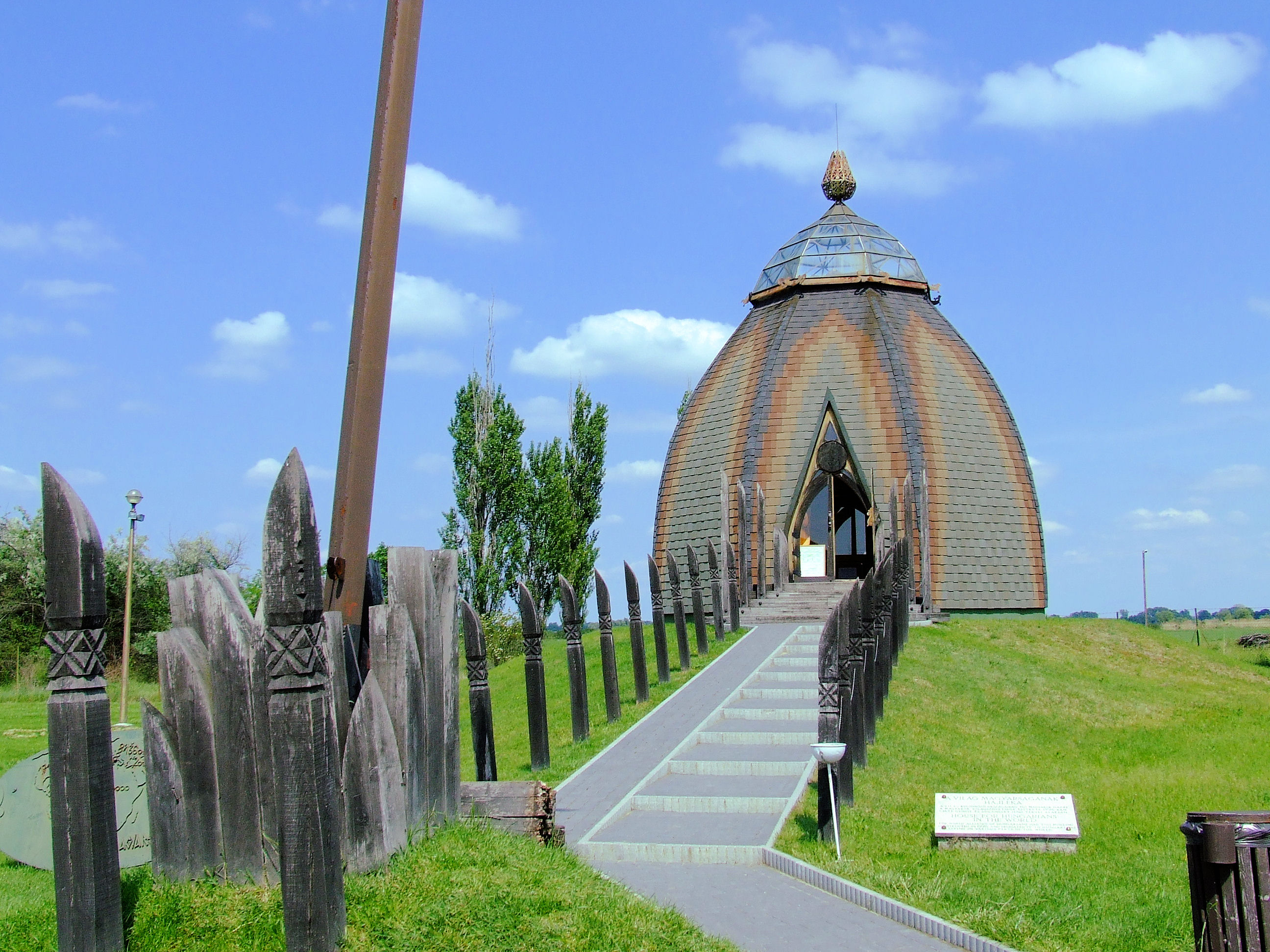
Haus der Ungarn (2007)
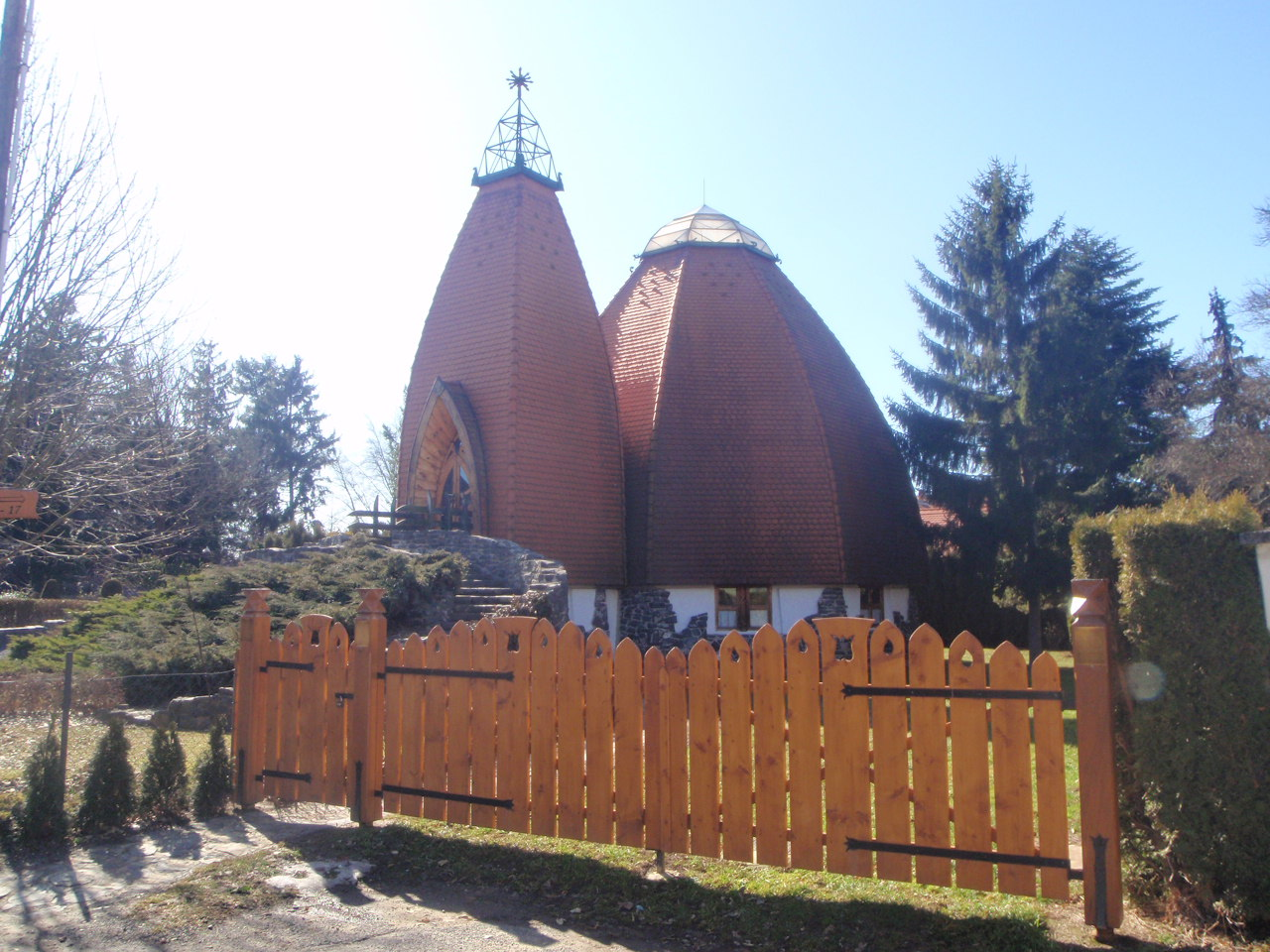
Reformierte Kirche Güns (2010)
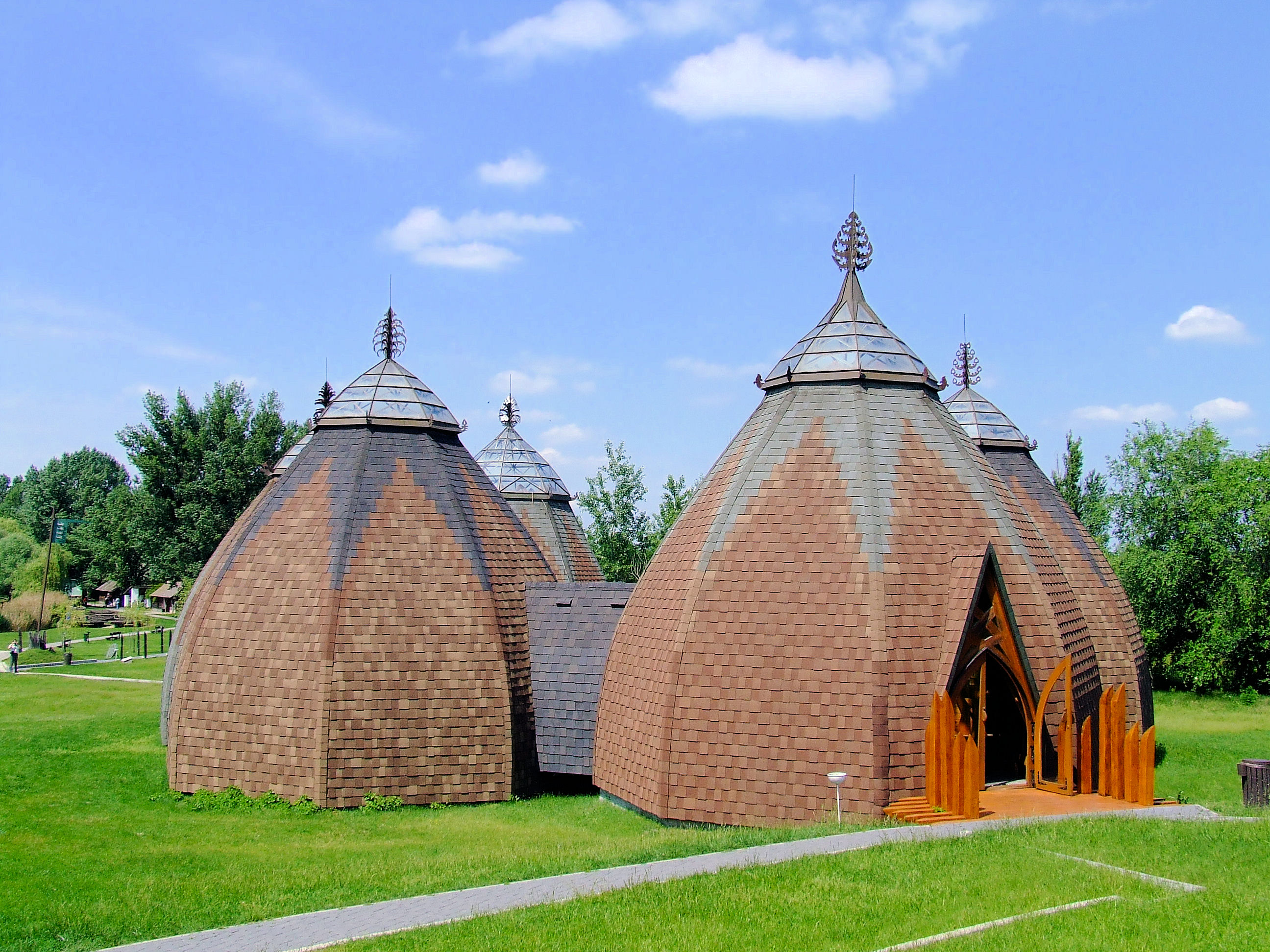
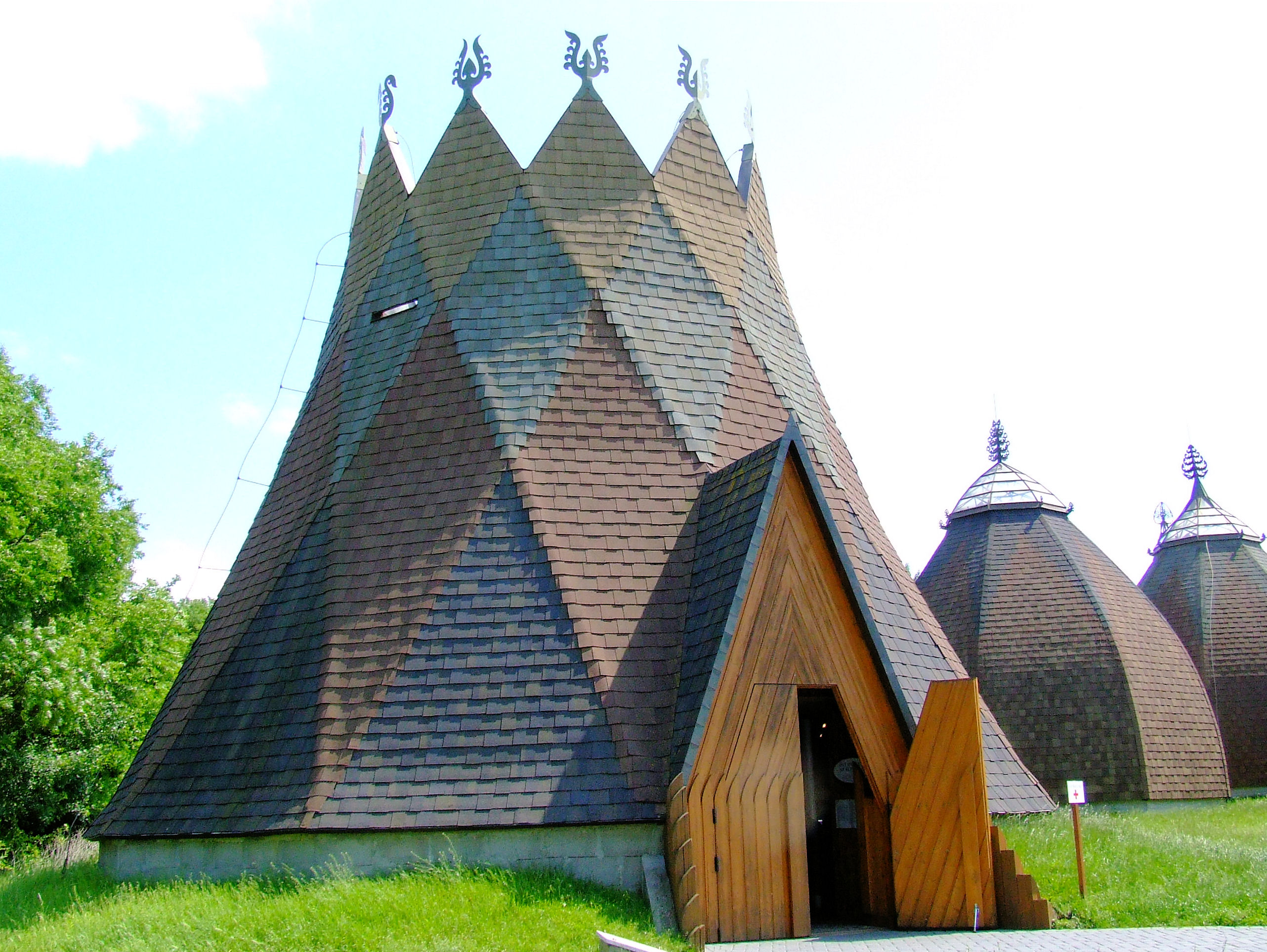
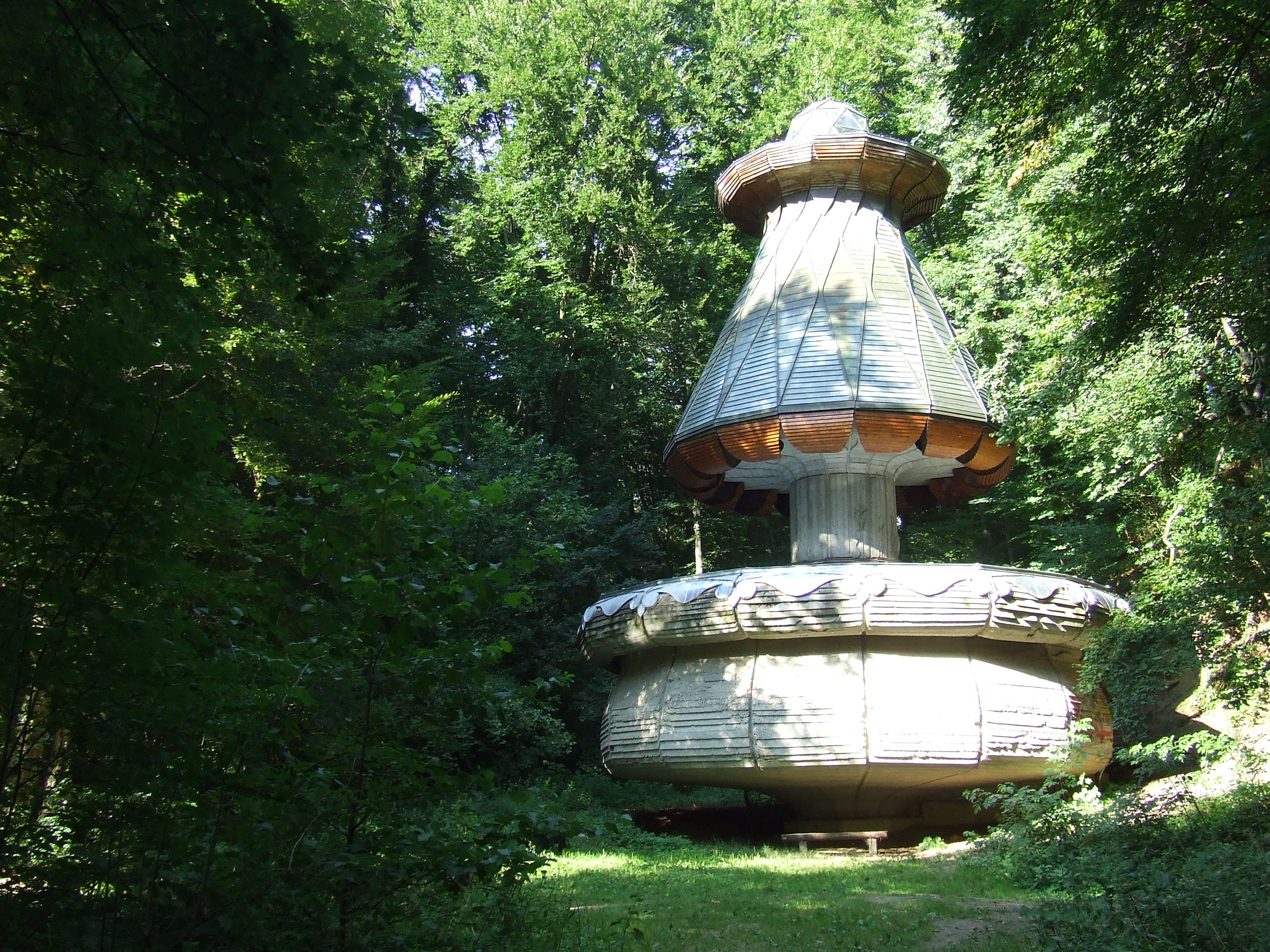
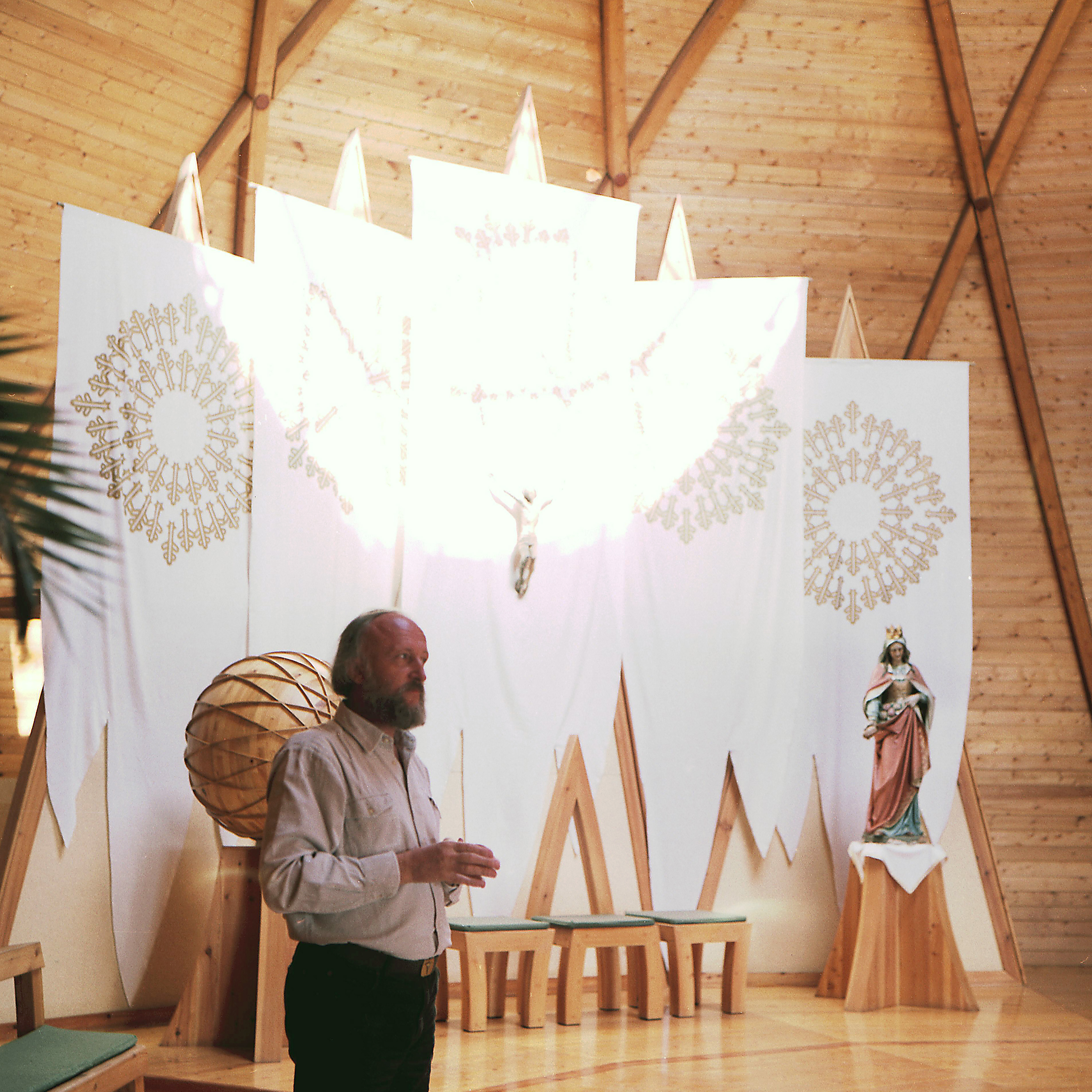
Architekt György Csete 1986 in der Kirche Halásztelek (1981)
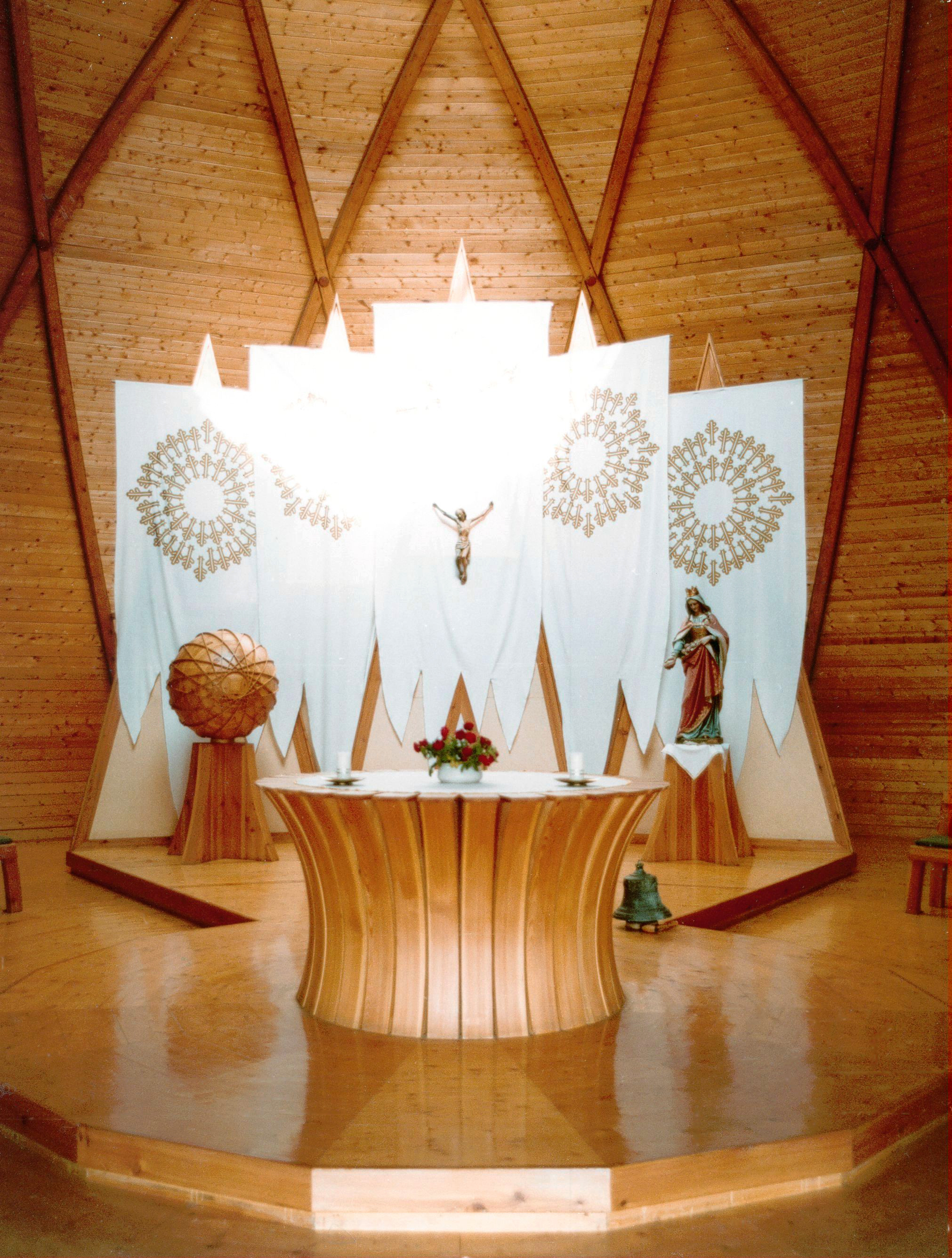
Halásztelek 1986: Altar der Kirche (G. Csete 1981)
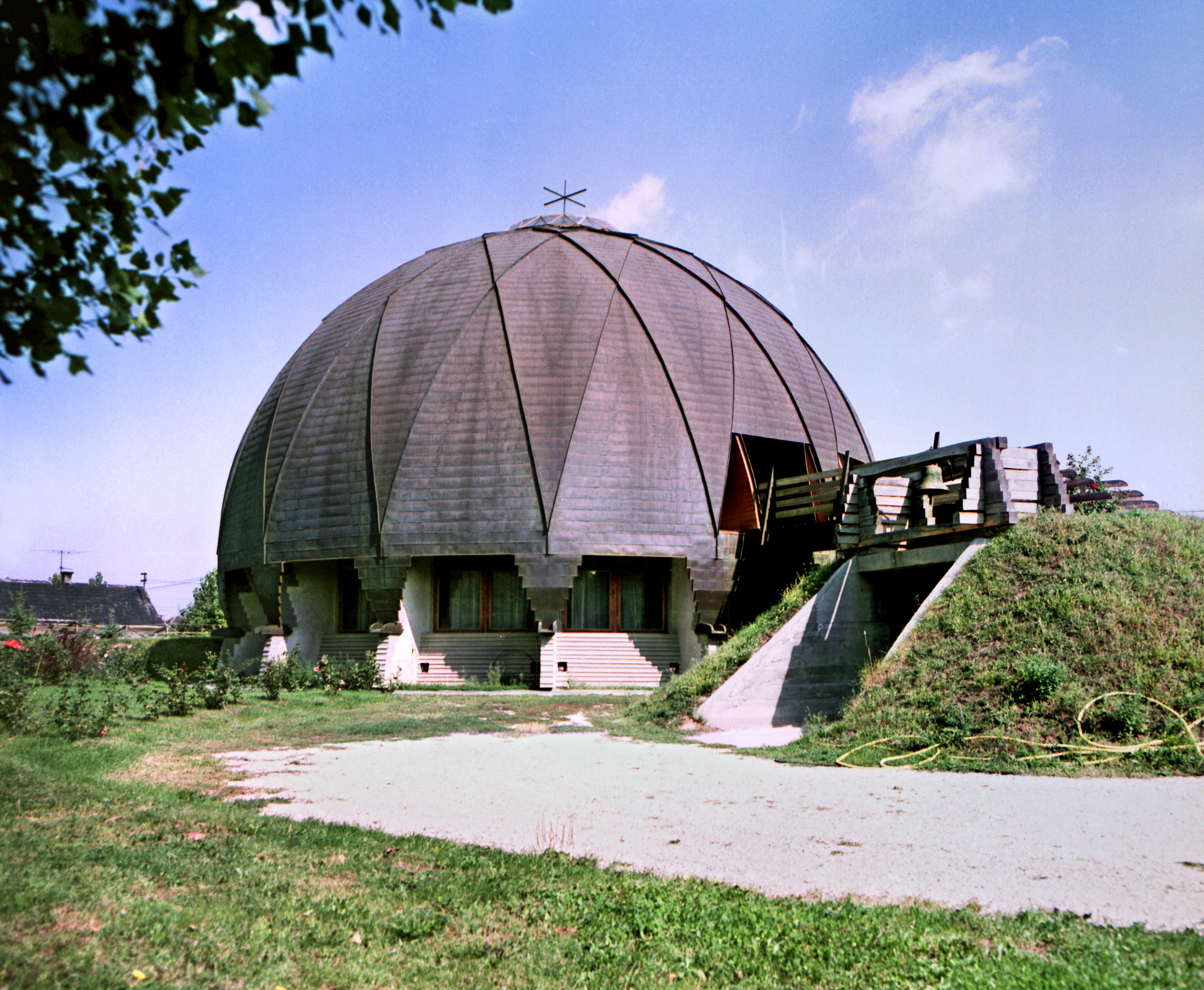
Halásztelek 1986: Kirche (Architekt G. Csete 1981)
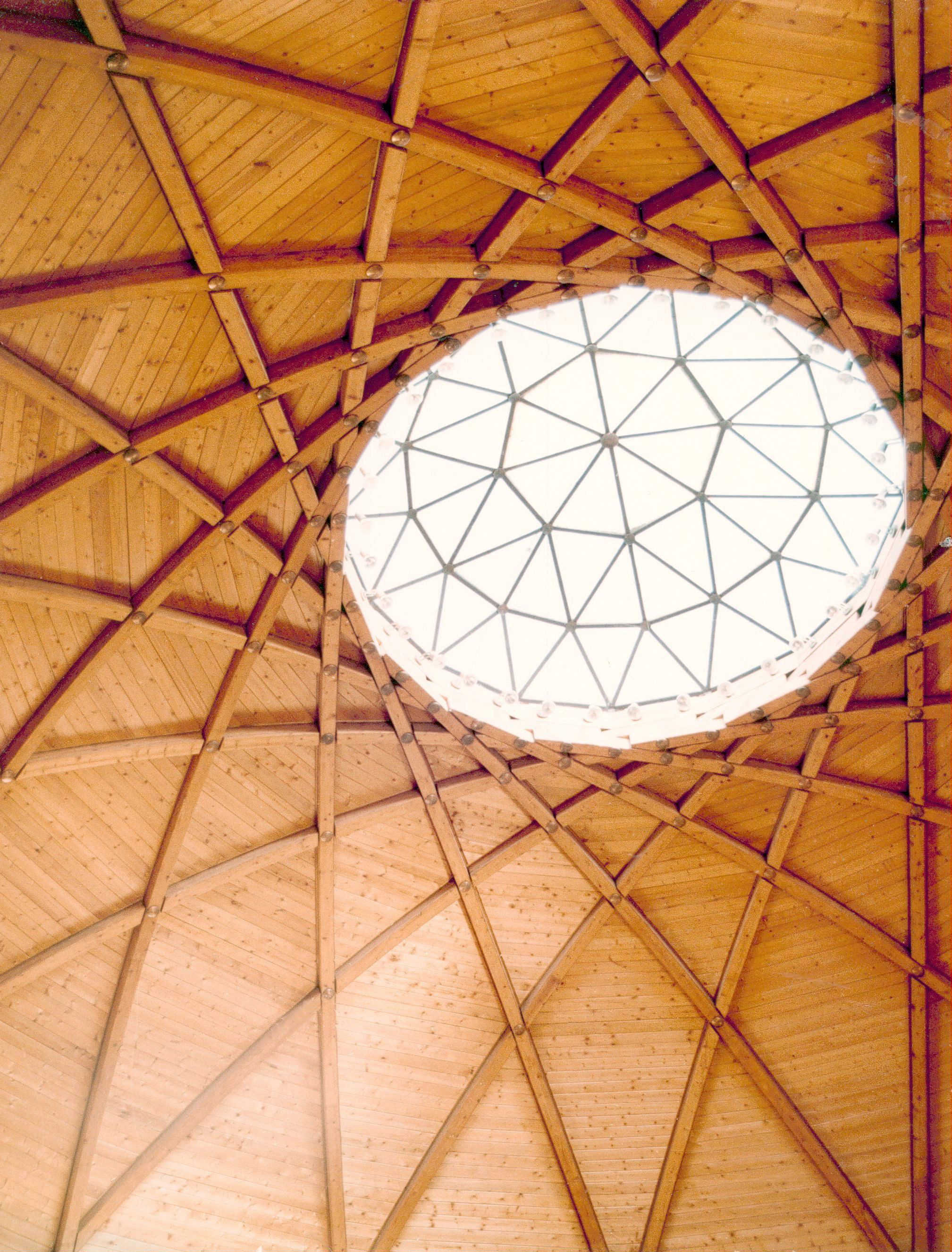
Halásztelek 1986: Holzkuppel der Kirche (Architekt G. Csete 1981)
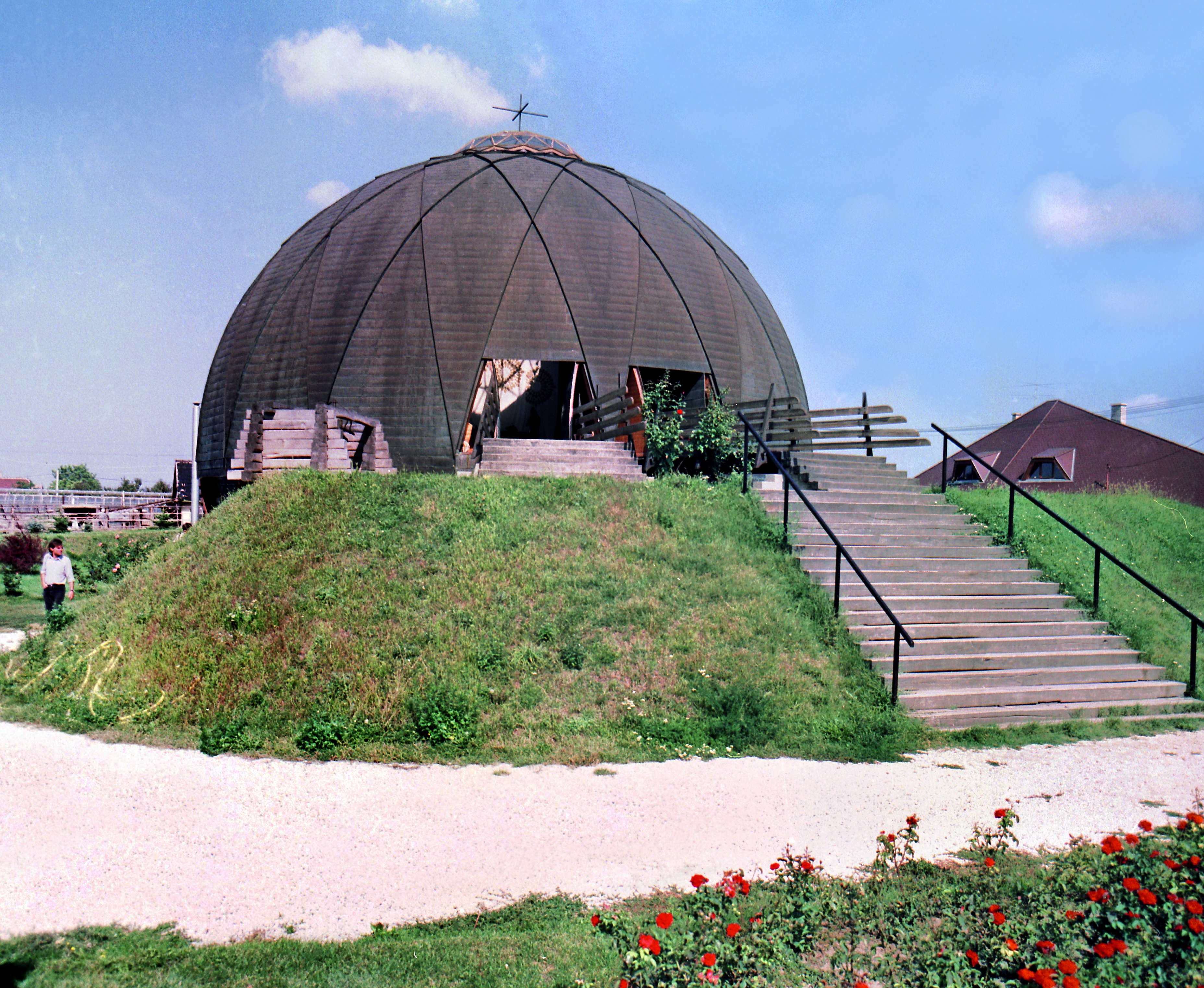
Halásztelek 1986: Kirche (Architekt G. Csete 1981)